# Seiichiro Okuno
Seiichiro Okuno (奥野 誠一郎 Okuno Seiichiro?), född 26 juli 1974 i Fukui prefektur, är en japansk före detta fotbollsspelare.
Okuno började sin karriär 1993 i Yokohama Flügels. 1998 flyttade han till Omiya Ardija. Han spelade 275 ligamatcher för klubben. Han avslutade karriären 2007.